# Nosodendron subtile
Nosodendron subtile är en skalbaggsart som beskrevs av Sharp 1902. Nosodendron subtile ingår i släktet Nosodendron och familjen almsavbaggar. Inga underarter finns listade i Catalogue of Life.